# پالایشگاه نفت امام‌خمینی شازند اراک

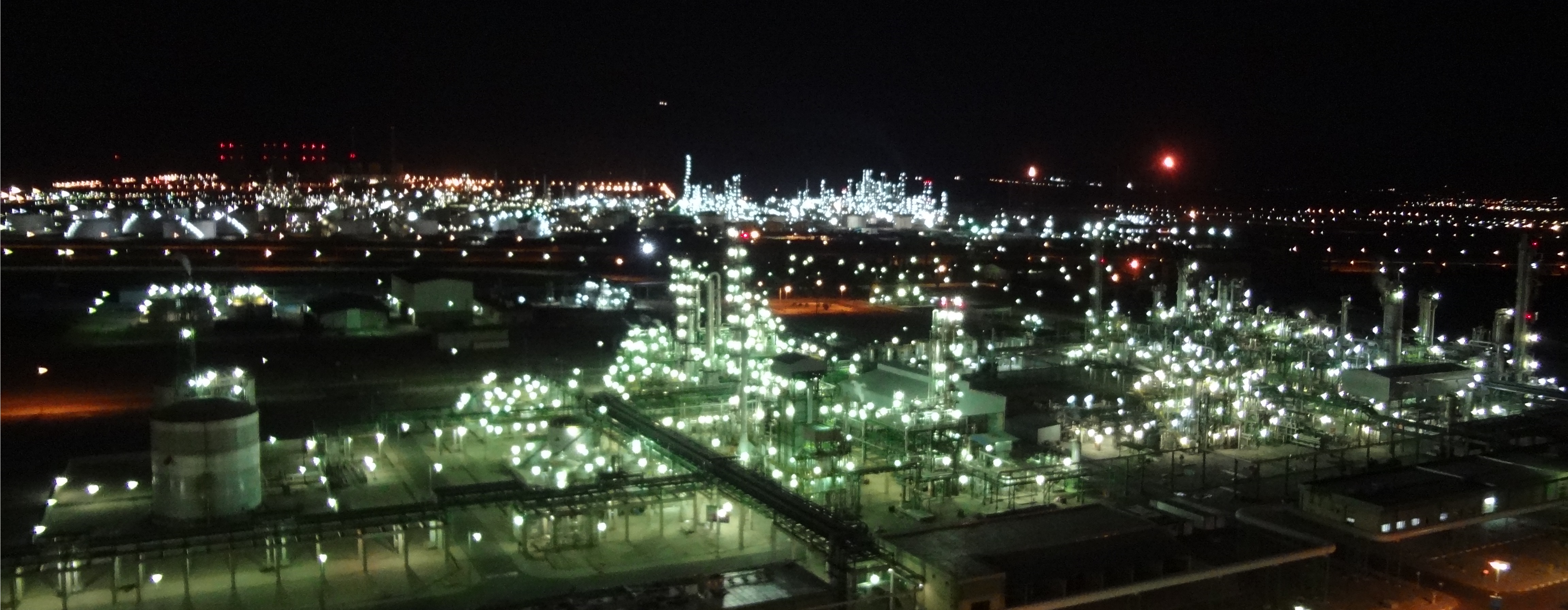
نمای شب از پتروشیمی، نیروگاه و پالایشگاه شازند اراک

شرکت پالایش نفت امام‌خمینی شازند اراک، شرکت پالایش نفت و صنایع پتروشیمی ایرانی است، که تأسیسات آن، در استان مرکزی و در فاصله ۲۰ کیلومتری از اراک مستقر می‌باشد. این شرکت اکنون با تولید ۱۶٫۵ میلیون لیتر بنزین در روز بزرگ‌ترین تولیدکنندهٔ بنزین در میان پالایشگاه‌های نفت ایران و دومین تولیدکنندهٔ بزرگ بنزین در ایران پس از پالایشگاه میعانات گازی ستاره خلیج‌فارس است که همچنین با تولید ۳٫۶ میلیون لیتر ال‌پی‌جی در روز دومین تولیدکنندهٔ بزرگ گاز مایع در میان پالایشگاه‌های نفت ایران پس از پالایشگاه تبریز می‌باشد. این شرکت در سال ۱۳۷۲ توسط شرکت ملی نفت ایران با عنوان شرکت پالایش نفت شازند اراک تأسیس شد.
این شرکت از زمان افتتاح واحدهای ۵۰۰۰۰ تنی نرمال هگزان و ۳۰۰۰۰ تنی نرمال پنتان در سال ۱۳۹۹، رسماً بزرگترین پتروپالایشگاه ایران است. تولید این دو محصول مانع خروج سالانه ۳۰ میلیون دلار ارز از ایران شده و با صادرات مابقی تولید نیز امکان ارزآوری سالانه ۴۵ میلیون دلار فراهم گردیده‌است.
همچنین این شرکت بزرگترین تولیدکننده پروپیلن در میان پالایشگاه‌های نفت ایران می‌باشد که ظرفیت تولید سالانه آن در این شرکت از ۱۴۰ هزار تن در سال ۱۳۹۹ به ۲۳۳ هزار تن در سال ۱۴۰۰ رسیده‌است. پروپیلن تولیدی این پالایشگاه خوراک چندین مجتمع پتروشیمی را در مرکز و جنوب ایران تأمین می‌کند.
به‌علاوه این شرکت روزانه ۱۳ میلیون لیتر گازوئیل تولید می‌کند که اگرچه از نظر کمی پس از پالایشگاه‌های آبادان، اصفهان و بندرعباس چهارمین پالایشگاه نفت در تولید این محصول می‌باشد، اما از نظر کیفی این گازوئیل با دارابودن کمتر از ۱۰ ppm گوگرد، مرغوب‌ترین و گران‌قیمت‌ترین گازوئیل ایران محسوب می‌گردد.
پالایشگاه اراک تنها پالایشگاه تولید سوخت کشتیرانی در کشور ایران است، که سالانه ۱۷۵ میلیون لیتر سوخت کم‌سولفور کشتیرانی تولید می‌کند. این شرکت دو سامانه کامل سوخت‌رسانی شامل ۲۰ مخزن، تأسیسات مربوطه و چند شناور در بندرعباس و قشم دارد که عملیات سوختگیری و ذخیره سوخت کشتیرانی را به‌آسانی انجام می‌دهند.
ظرفیت پالایش در پالایشگاه شازند اراک ۲۵۳ هزار بشکه در روز است، که نفت خام مورد نیاز آن، به‌طور روزانه توسط شرکت ملی مناطق نفت‌خیز جنوب و از میدان نفتی اهواز تأمین می‌شود. شرکت پالایش نفت شازند اراک از شرکت‌های تابعه بانک رفاه کارگران می‌باشد و دفتر مرکزی آن در اراک قرار دارد. این پالایشگاه همواره به‌عنوان مدرن‌ترین و به‌روزترین پالایشگاه نفت ایران شناخته می‌شود که در سال ۱۴۰۱ موفق به کسب حدود ۳۴هزارمیلیارد تومان سود خالص شده‌است و با این اوصاف به سودآورترین پالایشگاه ایران و یکی از سودآورترین شرکت‌های ایران تبدیل گشته‌است.

## تاریخچه
پالایشگاه نفت شازند اراک در سال ۱۳۷۲ به‌عنوان بزرگترین پالایشگاه تک‌واحدی ایران، با ظرفیت اسمی ۱۵۰ هزار بشکه در روز، راه‌اندازی گردید. پس از مدتی با کوشش نیروهای متخصص ظرفیت تولید پالایشگاه به ۱۷۰ هزار بشکه در روز رسید. با اجرای طرح واحد دو (فاز۲)، ظرفیت تولید پالایشگاه از ۱۷۰ هزار بشکه در روز به ۲۵۳ هزار بشکه در روز افزایش یافته و همچنین خوراک پالایشگاه از ۱۰۰ درصد نفت خام سبک به مخلوط ۵۵ درصد نفت خام سبک و ۴۵ درصد نفت خام سنگین تغییر یافته‌است.
به‌علاوه در هنگام اجرای پروژه ساخت فاز۲ به‌جز احداث واحدهای جدید، بازطراحی فاز یک نیز مانند طراحی فاز دو، هردو به‌گونه‌ای انجام شدند که درازای کاهش تولید فرآورده‌های نفتی کم‌ارزش مانند نفت کوره (مازوت) و وکیوم‌باتوم، تولید محصولات باارزش مانند بنزین، پروپیلن و ال‌پی‌جی افزایش یابد. همچنین با بهره‌برداری از طرح ۹۵هزارتنی تولید کک سوزنی که اکنون درحال اجرا می‌باشد، به‌جز تأمین نیاز صنایع فولاد ایران به الکترود گرافیتی، تولید مازوت نیز در این پالایشگاه به صفر خواهد رسید.
این پالایشگاه نخستین پالایشگاهی است که کار مطالعه و عملیات اجرای آن، پس از انقلاب ۱۳۵۷ و در نخستین سال پس از جنگ ایران و عراق آغاز شد.
کاتالیست RFCC در خردادماه ۱۴۰۲ به کمک یک شرکت دانش بنیان (شرکت شیمیایی بهداش) در این پالایشگاه تولید شد.

## معدوم‌سازی در فلر
اگرچه در پالایشگاه‌ها از واحد فلر همواره جهت سوزاندن مواد زائد استفاده می‌شود، اما در پالایشگاه اراک به‌دلیل عدم گنجایش مخازن همچنین عدم بازاریابی و فروش به‌موقع، بخش بزرگی از ال‌پی‌جی تولیدشده، که قابل تبدیل به محصولات پتروشیمی نیز می‌باشد، در مشعل فلر سوزانده می‌شود. مقدار ال‌پی‌جی سوزانده‌شده بنابر گفته استاندار مرکزی روزانه ۸۰ میلیارد تومان معادل ۲۹هزار میلیارد تومان در سال است.